# Walter Thijssen
Walter Meijer Timmerman Thijssen (28. september 1877 - 3. juli 1943) var en hollandsk roer.
Thijssen var med i Hollands otter, der vandt bronze ved OL 1900 i Paris, første gang roning var på det olympiske program. Hollænderne kom ind på tredjepladsen i finalen, hvor USA vandt guld, mens Belgien tog sølvmedaljerne. Resten af den hollandske besætning bestod af François Brandt, Roelof Klein, Johannes van Dijk, Ruurd Leegstra, Walter Middelberg, Hendrik Offerhaus, Henricus Tromp og styrmand Hermanus Brockmann.

## OL-medaljer
- 1900:  Bronze i otter